# Pintinho
Carlos Alberto Gomes, detto Pintinho o Carlos Alberto Pintinho (Rio de Janeiro, 25 giugno 1955), è un ex calciatore brasiliano, di ruolo centrocampista.

## Caratteristiche tecniche
Giocava come centrocampista.

## Carriera

### Club
Giocò nello stato di Rio de Janeiro per tutto il suo periodo in Brasile, prima al Fluminense, dove visse il miglior periodo della sua carriera, e successivamente al Vasco da Gama; trasferitosi in Spagna, al Siviglia, vi rimase fino al 1984, segnando cinque reti in dodici partite alla sua prima stagione e undici in ventisette partite alla sua seconda; quando le sue prestazioni calarono d'efficacia, giocò per Cadice, ancora in Spagna, e Farense in Portogallo, squadra con la quale chiuse la carriera nel 1986.

### Nazionale
Ha giocato 13 partite per il Brasile, venendo incluso tra i convocati per la Copa América 1979.

## Palmarès

### Club

#### Competizioni nazionali
- Campionato Carioca: 3

Fluminense: 1973, 1975, 1976